# Anopheles millecampsi
Anopheles millecampsi är en tvåvingeart som beskrevs av Lips 1960. Anopheles millecampsi ingår i släktet Anopheles och familjen stickmyggor.
Artens utbredningsområde är Kongo. Inga underarter finns listade i Catalogue of Life.